# Antiga casa del poble (Garriguella)
L'Antiga casa del poble és una obra del municipi de Garriguella (Alt Empordà) inclosa en l'Inventari del Patrimoni Arquitectònic de Catalunya.

## Descripció
Situada a l'inici del nucli urbà de la població de Garriguella, molt propera a l'església parroquial de Santa Eulàlia i formant cantonada amb els carrers Gran i de Llançà.
Es tracta d'un edifici de planta rectangular, amb un jardí força gran situat al sud, ambdós amb accés des del carrer Gran. La casa està formada per tres crugies adossades, la central amb coberta a dues aigües i les dues laterals a un sol vessant de teula. Al sud se li adossa un cos rectangular corresponent al garatge, cobert per una terrassa al nivell del primer pis. Consta de planta baixa, pis i golfes. La façana principal presenta un gran portal d'accés a l'interior. Presenta els brancals emmarcats amb carreus de pedra ben escairats i la llinda plana, amb la clau central destacada. A banda i banda, dues petites finestres rectangulars. Al pis hi ha tres balcons exempts amb els finestrals de sortida rectangulars. El balcó central és més gran que la resta, amb els muntants i la llinda plana de pedra i la llosana motllurada. Els laterals presenten l'emmarcament arrebossat i pintat. A les golfes hi ha un altre balcó exempt de les mateixes característiques que els dos laterals. Entre el pis i les golfes s'observen les restes pintades del nom de CASA DEL POBLE. La façana es troba arrebossada i presenta un ampli sòcol a la part inferior.
La façana lateral no presenta cap revestiment arrebossat i manté la pedra vista, amb la cantonada nord-oest amb carreus treballats. La majoria d'obertures han estat modificades, tot i que en origen moltes d'elles eren bastides amb maons disposats a sardinell.
La construcció està bastida amb pedra de diverses mides sense treballar i fragments de material constructiu, lligat amb morter de calç.